# Harry S. Truman Bridge
Die Harry S. Truman Bridge ist eine eingleisige Eisenbahnbrücke über den Missouri River im Nordosten von Kansas City (Missouri), in der gleichnamigen Metropolregion im Zentrum der USA. Die Fachwerkbrücke mit Hubbrücke wurde 1945 als Gemeinschaftsprojekt der Chicago, Milwaukee, St. Paul and Pacific Railroad (Milwaukee Road) und der Chicago, Rock Island and Pacific Railroad (Rock Island Line) errichtet. Die Brücke war Teil eines neuen Zugangs zur Metropolregion, die nach Chicago der zweitwichtigste Eisenbahnknoten in den USA ist. Über mehrere Fusionen und Insolvenzen ist der Streckenabschnitt mit der Brücke heute Teil der Canadian Pacific Railway und der Union Pacific Railroad. Mit einem beweglichen Träger von 128 Metern zählt die Brücke zu den größten Hubbrücken der Welt. Benannt ist sie nach dem 33. Präsident der Vereinigten Staaten Harry S. Truman, der in der Metropolregion aufwuchs.

## Geschichte
Mit dem Bau der Hannibal Bridge entstand 1869 die erste Eisenbahnverbindung über den Missouri River in Kansas City, was die Entwicklung der Stadt und den Ausbau des Eisenbahnnetzes im Südwesten der USA beschleunigte. Ende der 1860er Jahre erreichten schon sieben Eisenbahngesellschaften Kansas City und die Einwohnerzahl hatte sich von etwa 4.000 Anfang des Jahrzehnts auf über 30.000 fast verzehnfacht. Bis zum Anfang des 20. Jahrhunderts waren es schon über 160.000 Einwohner in Kansas City (Missouri) und die Metropolregion mit den Nachbarstädten Kansas City (Kansas) und Independence wurde mittlerweile von zwölf Eisenbahngesellschaften bedient. Darunter auch die Chicago, Milwaukee, St. Paul and Pacific Railroad (Milwaukee Road), die aus Ottumwa in Iowa kommend im Nordosten der Stadt bis 1887 die zweite Eisenbahnbrücke über den Missouri errichtet hatte. Die Chouteau Bridge lag etwa sechs Kilometer flussabwärts von der Hannibal Bridge der Chicago, Burlington and Quincy Railroad (CB&Q), die bis 1911 mit der ASB Bridge unweit der ersten die dritte Eisenbahnbrücke baute.

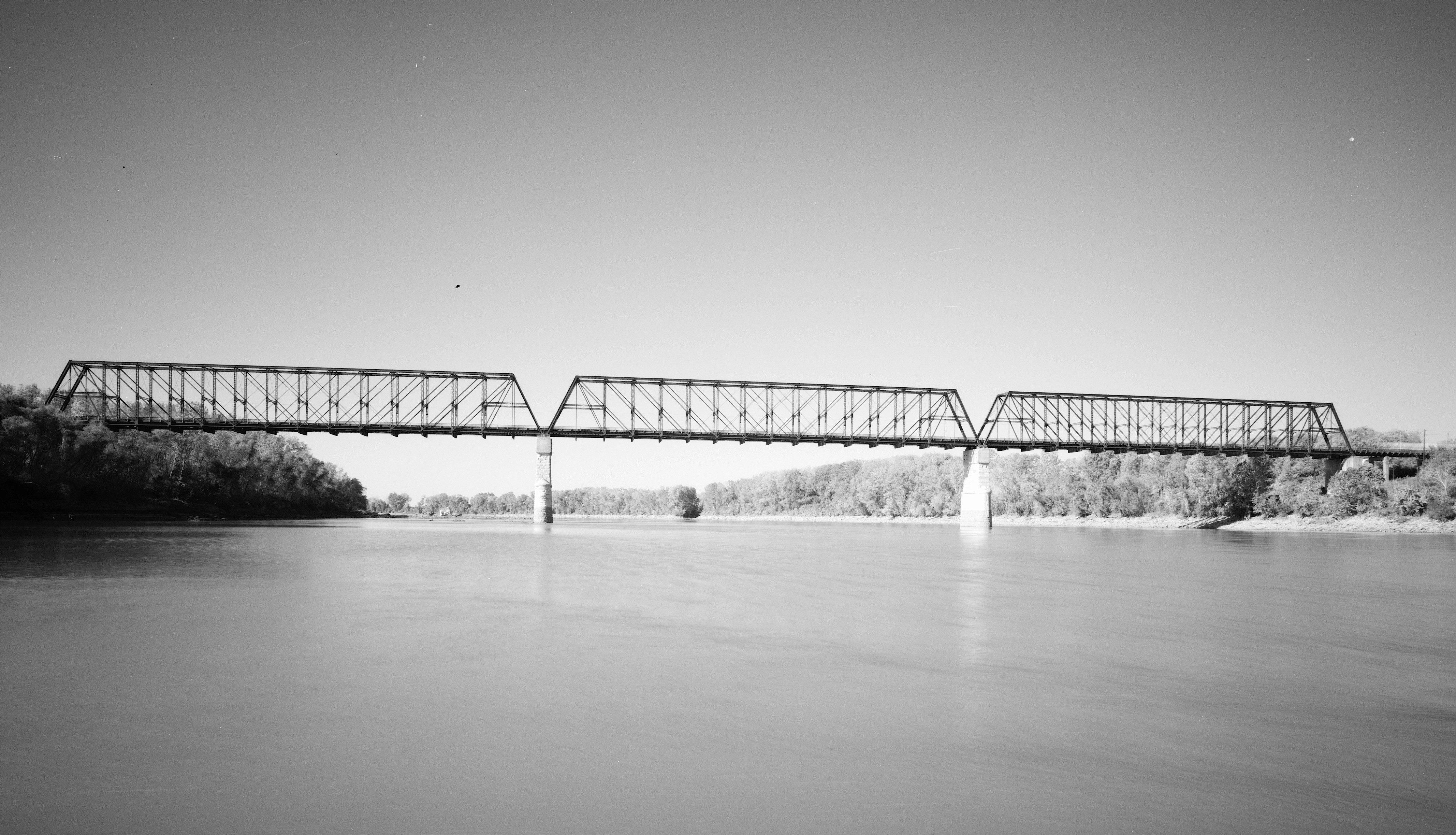
Chouteau Bridge der Milwaukee Road über den Missouri River im Nordosten von Kansas City, errichtet 1887, ab 1952 Straßenbrücke und 2001 schließlich ersetzt (Bild von 1990)

Die Metropolregion Kansas City entwickelte sich auf Grund ihrer Lage im Zentrum der USA zu einem der wichtigsten Eisenbahnknoten, was aber durch die Vielzahl der meist unabhängig agierenden Eisenbahngesellschaften mit ihren eigenen Strecken und Personen- und Rangierbahnhöfen zu Problemen führte. Die zwölf Kansas City bedienenden Gesellschaften gründeten daher 1906 zur Organisation des Eisenbahnverkehrs die Kansas City Terminal Railway, unter deren Leitung bis 1914 auch der neue gemeinsame Personenbahnhof Kansas City Union Station entstand. Da nur die CB&Q und die Milwaukee Road eigene Eisenbahnbrücken über den Missouri besaßen, mussten diese von den anderen aus Nordosten kommenden Gesellschaften mit genutzt werden; die Atchison, Topeka and Santa Fe Railway (AT&SF) hatte 1888 mit der Sibley Railroad Bridge ihre eigene Brücke 35 Kilometer östlich der Stadt errichtet. Auch die hauptsächlich in Iowa und Illinois operierende Chicago, Rock Island and Pacific Railroad (Rock Island Line) nutzte für den Zugang nach Kansas City unter anderem Strecken der CB&Q sowie deren Hannibal Bridge. In den 1930er Jahren begann die Rock Island Line eine Kooperation mit der ebenfalls aus Iowa kommenden Milwaukee Road zum Bau einer gemeinsamen etwa 120 km langen zweigleisigen mehr direkteren Route nach Kansas City und beteiligte sich später auch an Planungen für den Austausch der Chouteau Bridge, die den Anforderungen an die immer leistungsfähigeren und schwereren Dampflokomotiven nicht mehr gewachsen war.
In den 1940er Jahren nahm man schließlich den finalen fünf Kilometer langen zweigleisigen Abschnitt von Birmingham ins Stadtzentrum in Angriff. Auf Grund des Verlaufes der Strecke über größtenteils flaches Gelände im Missouri River Valley, wurde für die Querung des Flusses – etwa 4,6 Kilometer flussabwärts von der Chouteau Bridge – eine niedrige Fachwerkbrücke mit einer integrierten Hubbrücke gewählt, die man aber nur eingleisig ausgelegte. Die von Howard, Needles, Tammen & Bergendoff (HNTB) konstruierte Brücke wurde von der American Bridge Company gefertigt, die auch für die Errichtung verantwortlich war. Die Bauarbeiten begannen am 12. August 1944 und waren am 23. Mai 1945 abgeschlossen. Benannt wurde die Brücke zu Ehren von Harry S. Truman, der in der Region aufwuchs und als Vizepräsident nach dem Tod von Franklin D. Roosevelt am 12. April 1945 zum 33. Präsident der Vereinigten Staaten vereidigt wurde.
Mit dem Ausbau des Straßennetzes in den USA verlagerte sich der Personen- und Güterverkehr von der Eisenbahn zunehmend auf die Straße, was ab den 1960er Jahren die großen Bahnnetze in Nordamerika immer unrentabler machte und in der Folgezeit zu mehreren Insolvenzen und Fusionen der Eisenbahngesellschaften führte. Die Milwaukee Road wurde 1986 über die Soo Line Railroad Teil der Canadian Pacific Railway (CPR) und ein Großteil der Strecken der Rock Island Line sind nach der Liquidierung der Gesellschaft in den 1980er Jahren heute im Besitz der Union Pacific Railroad (UP). Die Metropolregion Kansas City ist heute nach Chicago der zweitwichtigste Eisenbahnknoten in den USA und die Brücke dient im Schienengüterverkehr der CPR und UP als wichtiger Anschluss an diesen Knoten aus Nordosten.

## Beschreibung

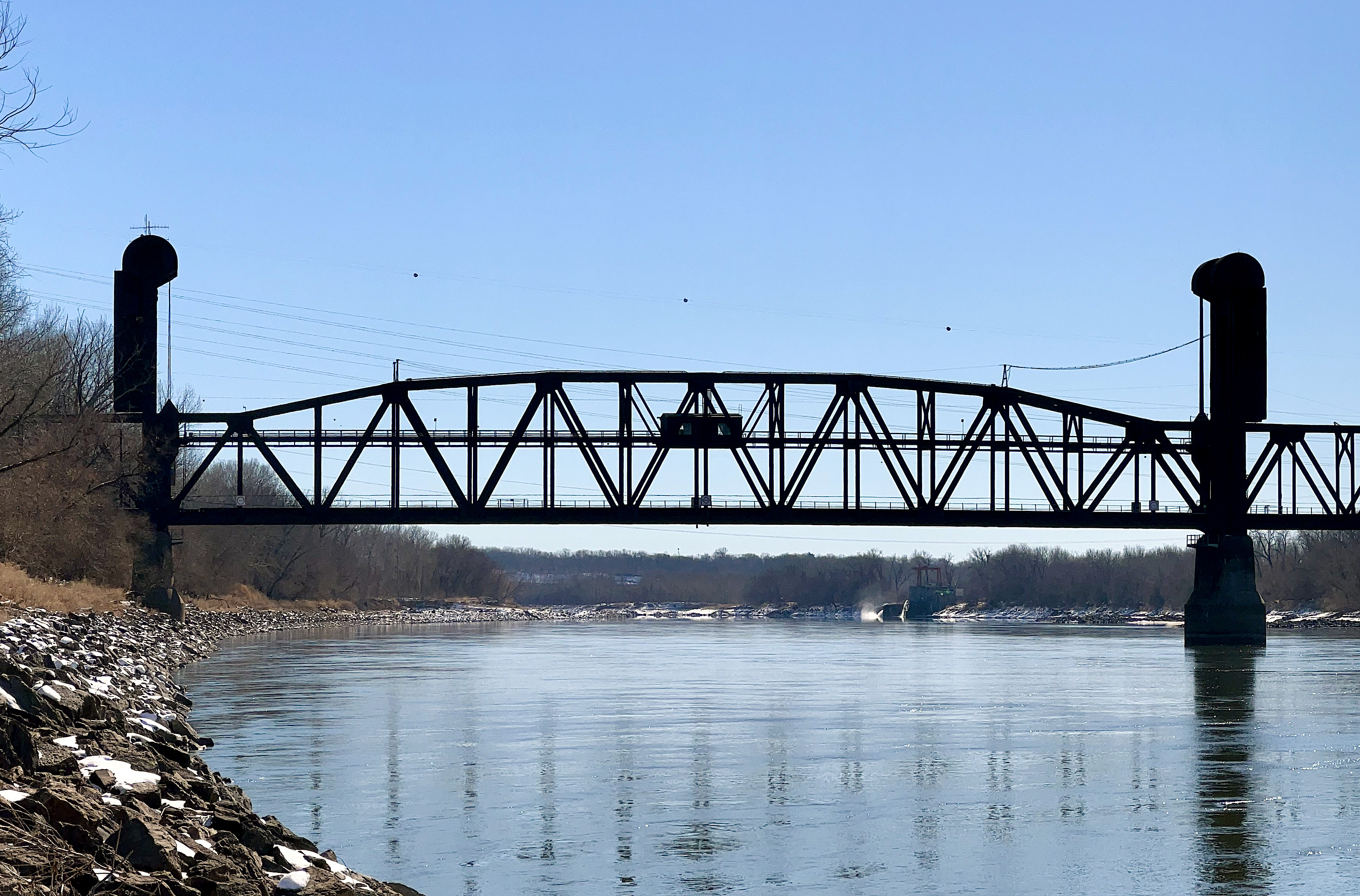
Die 128 Meter lange Hubbrücke, Blick nach Südost (2022)

Die 800 m lange Brücke verläuft von Nordost nach Südwest zwischen den Hochwasserdeichen an den jeweiligen Flussufern und wird ergänzt durch ausgedehnte Bahndämme an den Zufahrten. Sie gliedert sich am Nordufer beginnend in eine Fachwerkbrücke aus vier Einfeldträgern von 76 m, 128 m und 2 × 76 m Länge, wobei der zweite Träger als Hubbrücke ausgeführt ist. Die kürzeren Träger bestehen alle aus parallelgurtigen Strebenfachwerken mit Pfosten. Die Hubbrücke besitzt im Gegensatz dazu einen 128 m langen beweglichen Halbparabelträger mit gebogenen Obergurt. Alle Fachwerkträger führen das Gleis auf der Unterseite. Daran schließt sich eine etwa 440 m lange Balkenbrücke aus 19 Vollwandträgern an.

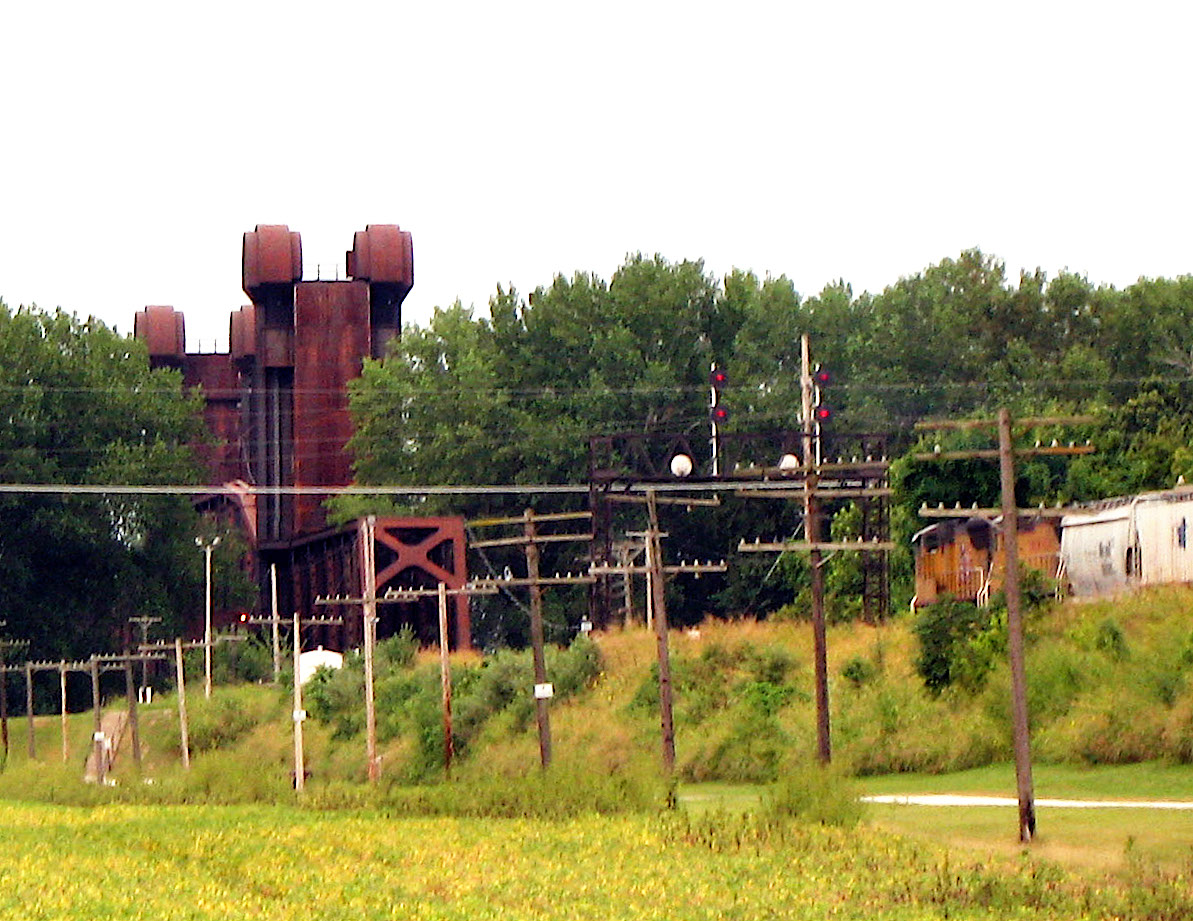
Bahndamm der nördlichen Zufahrt, im Hintergrund die Hubbrücke (2007)

Getragen wird der Überbau von 22 Stahlbetonpfeilern und den beiden Widerlagern. Die Strompfeiler wurden mittels Senkästen bis zu einer Tiefe von 24 m unterhalb der Wasseroberfläche abgesenkt und die restlichen Pfeiler mittels Pfahlgründung im Untergrund verankert. Der Hebemechanismus der Hubbrücke mit Umlenkrollen, Seilzugsystem und Gegengewichten ist auf den Obergurten der jeweils angrenzenden Fachwerkträger montiert. Der Antrieb des Seilzugsystems erfolgt über Elektromotoren in einem Betriebshaus in der Mitte des beweglichen Trägers und die Steuerung ist in einem dreistöckigen Brückenwärterhaus am Nordufer installiert, das sich auf einem Ausleger des letzten bzw. ersten Pfeilers befindet. Die Hubhöhe beträgt 11 m und ermöglicht eine lichte Höhe von 21,6 m bei mittlerem Hochwasser. Insgesamt wiegt der Überbau 4140 t, wobei 1450 t auf den beweglichen Fachwerkträger der Hubbrücke entfallen.